# Geoglomeris pertosae
Geoglomeris pertosae är en mångfotingart som beskrevs av Manfredi 1953. Geoglomeris pertosae ingår i släktet Geoglomeris och familjen klotdubbelfotingar. Inga underarter finns listade i Catalogue of Life.